# Nicolaas Tates
Nicolaas Tates (n. 5 mai 1915, Zaandam, Olanda de Nord, Țările de Jos – d. 25 decembrie 1990, Zaandam, Olanda de Nord, Țările de Jos) a fost un caiacist ce a reprezentat Țările de Jos, medaliat olimpic. A participat la o ediție a Jocurilor Olimpice (1936) în care a câștigat o medalie de bronz.

## Participări
Lista de mai jos prezintă principalele competiții la care a participat Nicolaas Tates de-a lungul carierei.
- Olympische Sommerspiele 1936/Kanu – Zweier-Kajak 1000 m (Männer)[*]